# Tallinna KSK Vigri
Tallinna KSK Vigri – estoński klub piłkarski z siedzibą w Tallinnie.

## Historia
Chronologia nazw:
- 1980—198?: Vigri Tallinn
- 198?—1991: Vigri-Marat Tallinn
- 1991—1993: Vigri Tallinn
- 1993—1995: Tevalte Tallinn
- 1996—1999: KSK Vigri Tallinn

Klub został założony w 1980 jako Vigri Tallinn. W okresie Związku Radzieckiego występował w rozgrywkach lokalnych. W latach 80. XX wieku zmienił nazwę na Vigri-Marat Tallinn. W 1991 startował w Pierwszej dywizji Mistrzostw Estonii, a po zakończeniu sezonu przywrócił nazwę Vigri Tallinn. W 1992 debiutował w najwyższej lidze Mistrzostw Estonii. Przed rozpoczęciem sezonu 1993/94 zmienił nazwę na Tevalte Tallinn i był na trzecim miejscu, kiedy to został zdyskwalifikowany przez zarzuty w ustawianiu wyników meczów. Potem występował w Esiliiga. W 1996 ponownie wrócił do nazwy Vigri Tallinn, jednak w 1999 został rozwiązany.

## Sukcesy
- Mistrzostwa Estonii:

5 miejsce: 1992, 1992/93